# Gran Premio San Giuseppe 2010
Il Gran Premio San Giuseppe 2010, cinquantesima edizione della corsa e valida come evento dell'UCI Europe Tour 2010 categoria 1.2, si svolse il 21 marzo 2010 su un percorso di 167 km. Fu vinta dall'italiano Enrico Battaglin che giunse al traguardo con il tempo di 4h05'02", alla media di 40,89 km/h.
Al traguardo 72 ciclisti portarono a termine il percorso.

## Ordine d'arrivo (Top 10)
| Pos. | Corridore         | Squadra         | Tempo    |
| ---- | ----------------- | --------------- | -------- |
| 1    | Enrico Battaglin  | Zalf-Désirée    | 4h24'05" |
| 2    | Maurizio Gorato   | Brunero-Camel   | s.t.     |
| 3    | Giuseppe Di Salvo | Maltinti Lamp.  | s.t.     |
| 4    | Davide Mucelli    | Bedogni-Grassi  | s.t.     |
| 5    | Salvatore Puccio  | Bedogni-Grassi  | s.t.     |
| 6    | Antonio Santoro   | Mastromarco     | s.t.     |
| 7    | Mariano Fichera   | Petroli Firenze | a 5"     |
| 8    | Luca Benedetti    | Arvedi-Lucchini | s.t.     |
| 9    | Matteo Collodel   | Zalf-Désirée    | s.t.     |
| 10   | Riccardo Pichetta | Rev. Cerone     | s.t.     |